# Opecoelus adsphaericus
Opecoelus adsphaericus är en plattmaskart. Opecoelus adsphaericus ingår i släktet Opecoelus och familjen Opecoelidae. Inga underarter finns listade i Catalogue of Life.